# Château de Morains
Pour les articles homonymes, voir Morains (homonymie).
Le Château de Morains est un château situé à Saumur, en France.

## Localisation
Le château est situé dans le département français de Maine-et-Loire, sur la commune de Saumur. L'établissement est également connu comme dit château de Dampierre, en raison de son ancienne commune Dampierre-sur-Loire, notamment dans les documents historiques.

## Historique
Il est vraisemblable que l'origine de cet établissement remonte au XVe siècle. Selon la tradition, sa construction fut faite par François de La Vignolle, seigneur de cette région, en 1460.  
En 1480 ou 1481, ce dernier y accueillit Marguerite d'Anjou, ayant perdu la protection et la ressource, à la suite du décès de son père René d'Anjou dont François de La Vignolle avait été l'écuyer. Elle y vécut jusqu'à son trépas en août 1482.
Selon l'étude de Mary Ann Hookham, jusqu'à la Révolution l'établissement était possédé par chanoine, un certain monsieur de la Rivière. Vendu par l'État, il fut sous possession d'un certain Richeaudieu. Puis, son beau-fils, issu de la famille noble De Fontenailles, devint propriétaire,, lequel octroya ensuite, à l'église Saint-Pierre de Dampierre, les vitraux de chœur.  

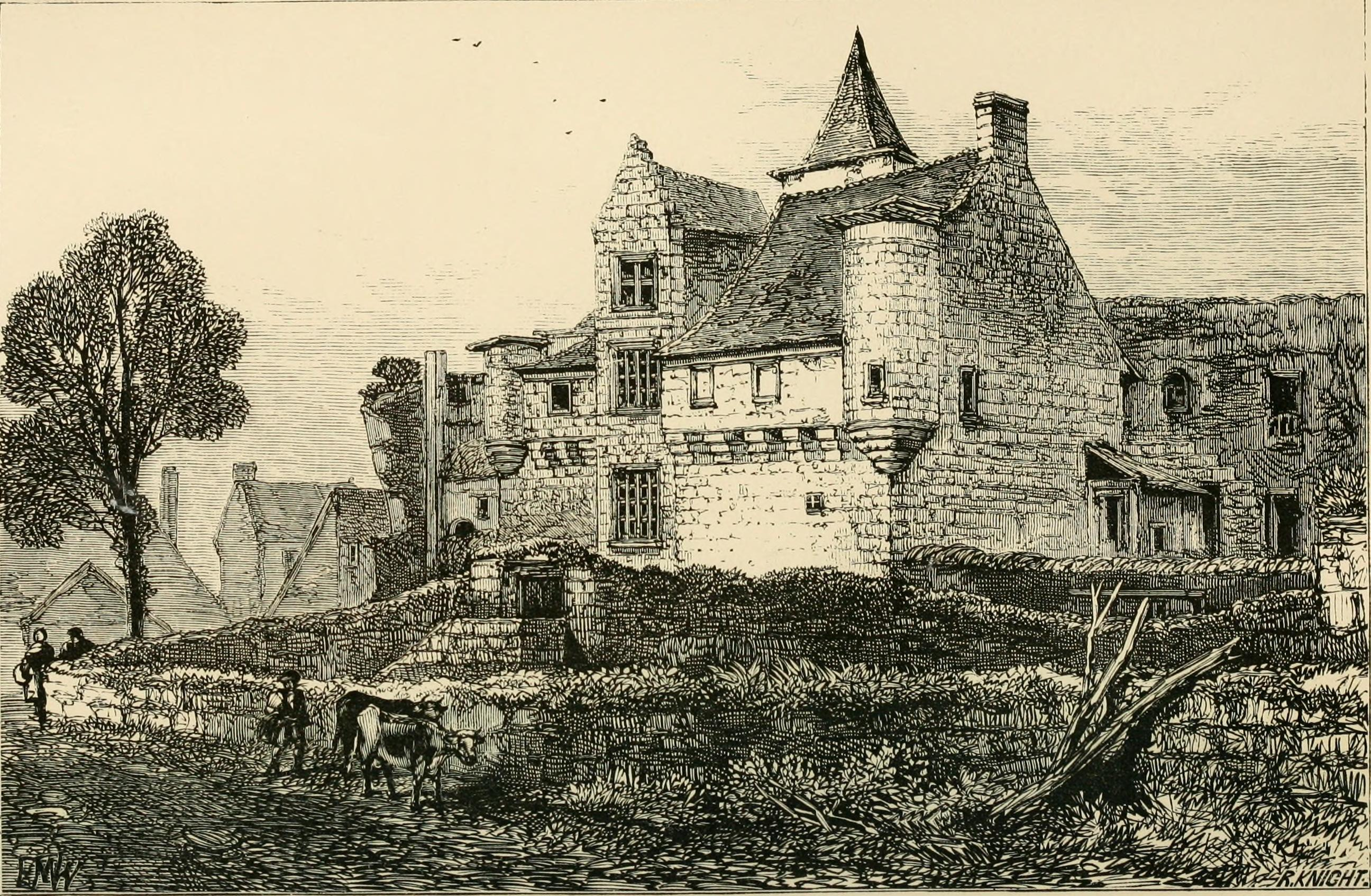
« CHÂTEAU DE DAMPIERRE, NEAR SAUMUR. », dessin de R. Knight, 1872.

Au XIXe siècle, intéressés par la vie tragique de Marguerite d'Anjou qui était la reine d'Angleterre, plusieurs Anglais visitèrent le dit château de Dampierre où leur ancienne souveraine avait terminé sa vie en 1482. Ainsi, par le magazine Once a Week, ce château était présenté dans l'article French Castles (Châteaux de France), le 16 mai 1863. Puis, Mary Ann Hookham publia en 1872 sa biographie de la reine, dans laquelle se trouve un dessin de R. Knight.  
Passionnée par l'histoire de Saumur, Noémie Dondel du Faouëdic aussi visita ce château. Avec sa compassion profonde pour la reine Marguerite, elle présenta en 1881 le château de Morains dans l'une de ses œuvres. Encore suivit un autre pèlerinage ayant pour but de rendre hommage à la reine. Un été (sans doute en 1911 ou 1910), le 14 septembre, Anne Hollingsworth Wharton, historienne americaine et docteur ès lettres, passa en voiture à Dampierre avec ses amis. Ils étaient profondément émus, après avoir lu la plaque en français sur la porte, présentant le destin « pathétique » de Marguerite d'Anjou. Son livre In Château Land fut publié en 1911.        
L'édifice est inscrit au titre des monuments historiques en 1965.
Le château reste établissement privé.

## Dans la littérature
En 1881, Noémie Dondel du Faouëdic publia à Dinan les Impressions d'un touriste sur Saumur et ses environs, dans lesquelles le château de Morains était mentionné (p. 126) :

« On va encore au château de Morains, sis en la commune de Dampierre, faire un pèlerinage de souvenirs. Ah ! si toutes ces murailles pouvaient parler, si cette vieille demeure pouvait raconter son histoire, témoin muet d'une grande infortune, quel douloureux récit ne ferait-elle pas ?
C'est là, en effet, que la belle héroïque Marguerite d'Anjou, dernière reine de la maison de Lancastre, fille de René et d'Isabelle, vint s'éteindre de chagrin et de misère, recueillie par un ancien serviteur de son père, le digne La Vignolle. Cette fidélité, cet attachement à l'adversité touche vivement le cœur ; c'est du reste le seul petit coin de ciel bleu de cette lamentable histoire.
Dans cette paisible retraite, Marguerite sembla d'abord jouir de sa liberté, cette liberté achetée par Louis XI cinquante mille écus à Edouard d'Angleterre ; mais, repliée sans cesse sur elle-même, ressassant continuellement ses propres malheurs et ceux de sa famille, sa pensée, ballottée nuit et jour entre un passé douloureux et un avenir brisé, tous ces retours amers avaient miné sa vie, et elle mourut après deux ans de séjour à Morains. »